# Det jødiske bosættelsesområde i Zar-Rusland
Det jødiske bosættelsesområde i Zar-Rusland (Russisk: Черта оседлости — Tsjerta osedlosti) var en vestlig grænseregion i Zar-Rusland, hvor permanent bosættelse for jøder var tilladt. Området gik fra demarkationslinjen i øst (selve pale) til grænsen mod Centraleuropa.

## Pale
I international historieforskning benyttes ofte det engelske begreb "Pale of Settlement" om det jødiske bosættelsesområde. Pale betyder pæl og i overført betydning grænse. Ordet pale kommer oprindelig fra latin palus, som betyder stav. Ordet palisade har samme rod. En pale var da en region, hvor der gælder egne lokale love. Udtrykket hinsides pælen ("beyond the pale") kommer af dette. Selv om regionen Pale kun udgjorde 20 % af europæisk Rusland, modsvarede området med de historiske grænser for Den polsk-litauiske realunion og omfattede store dele af dagens Litauen, Hviderusland, Polen, Moldova, Ukraine samt dele af det vestlige Rusland. Nogle af byerne indenfor regionen var alligevel ikke med i Pale. Et begrænset antal jøder havde tilladelse til at bo uden for Pale.

## Historie
Pale blev først oprettet af Katharina den Store i 1791 efter flere forfejlede forsøg fra hendes forgængere, især kejserinde Elisabeth, at få jøderne helt og holdent fjernet fra Rusland, hvis de ikke konverterede til Den russisk-ortodokse kirke, statsreligionen. Grundene til dets oprettelse var hovedsagelig økonomiske og nationalistiske. Mens det russiske samfund traditionelt havde været inddelt i adelen, fæstebønderne og præsteskabet, førte den industrielle fremgang til oprettelsen af en middelklasse som hurtigt blev fyldt af jøder, som ikke tilhørte nogen af de andre samfundsklasser. Ved at begrænse områderne for jødisk bosættelse forsøgte kejsermagten at sikre sig, at middelklassen voksede frem uden et jødisk mindretal.
Pale som institution blev mere betydningsfyldt som følge af den anden deling af Polen i 1793. Frem til da havde Ruslands jødiske befolkning været ganske begrænset; med annekteringen af polsk-litauiske områder voksede den jødiske befolkning betydeligt. På dens højdepunkt havde Pale, medregnet de nye polske og litauiske områder, en jødisk befolkning på over fem millioner og repræsenterede den største koncentration (40 %) af verdens jødiske befolkning på denne tid.
Fra 1791 til 1835, og frem til 1917, var der forskellig rekonfiguration af grænserne for Pale således, at enkelte områder var helt åbne eller helt lukkede, således i Kaukasus. Til tider var det forbudt for jøder at bo i jordbrugssamfund eller i bestemte byer som Kiev, Sevastopol og Jalta, og de blev tvunget til at flytte til små provinsbyer, således fremmende fremvæksten af shtetler. Jødiske handelsmænd af første stand, mennesker med højere eller speciel uddannelse, kunstnere eller kunsthåndværkere, soldater, indrullerede i henhold til rekrutteringsloven af 1810, og deres efterkommere havde retten til at leve uden for Pale. I en del perioder blev der givet særskilte dispensationer for jøder til at leve i de større byer, men disse var begrænsede, og flere tusinde jøder blev forvist til Pale fra Sankt Petersborg og Moskva så sent som i 1891.